# Aage Oxenvad
Aage Marius Pedersen Oxenvad (16. januar 1884 – 13. april 1944) var en dansk klarinettist, som spillede i Det Kongelige Kapel fra 1909. Carl Nielsen skrev sin klarinetkoncert til Oxenvad, som spillede den til uropførelsen i 1928.

## Tidligt liv
Aage Oxenvad blev født i Gettrup, Åstrup Sogn, Ribe Amt den 16. januar 1884. Som barn spillede han fløjte til bal sammen med sin far, en lokal musiker, indtil han påbegyndte klarinetspillet som 12-årig. Han rejste hver anden weekend til København for at studere hos Carl Skjerne, soloklarinettisten i kapellet, som havde studeret hos Richard Mühlfeld. Oxenvad studerede ved Det Kongelige Danske Musikkonservatorium (1903-1905) og i en kort periode i Paris.

## Karriere
Oxenvad indgik i kapellet fra 1909, hvor han var den første der spillede på en Böhm-klarinet snarere end Öhler-klarinetten, som Skjerne foretrak. Han var soloklarinettist fra 1919 til sin død i 1944. I et interview publiceret i forbindelse med hans 60-års fødselsdag forklarede Oxenvad, at han foretrak at bo i et lille hus i forstæderne snarere end i en lejlighed i midtbyen, hvor han arbejdede. Der kunne han tale med de lokale bønder og holde sin egen have. Han beskrev klarinetten som "et levende væsen, der må behandles som en kvinde, med en skånsom men fast hånd...også uforudsigelig som en kvinde...er klarinetten dyster og ekspressiv, og den er lidenskabelig..."
I 1921, efter at han blev spurgt om han kunne anbefale Oxenvad, svarede Carl Nielsen: "Hr Oxenvads Evner og Talent er her i Landet ganske
ualmindelige. Ikke alene hans sjeldne Begavelse og Dygtighed
som Instrumentalist, men ogsaa hans skabende Kræfter og
theoritiske Kundskaber er ualmindelige. Kommer hertil, at han
er receptiv og forstaaende og hans Smag lutret saavel overfor
gammel som ny Kunst, er det vel intet Under, at jeg giver ham
min allervarmeste Anbefaling". Oxenvad beundrede også Carl Nielsen: "Jeg elskede Carl Nielsen over alt...han er Danmarks bedste komponist." Måske var foreneligheden baseret på deres lignende rødder, eftersom de begge var opvokset i fattige familier.